# Jicchak Moda’i
Jicchak Moda’i (hebr.: יצחק מודעי, ang.: Yitzhak Moda'i, ur. 17 stycznia 1926 w Tel Awiwie, zm. 14 maja 1998) – izraelski polityk, w latach 1977–1981 oraz 1982–1984 minister energetyki i infrastruktury, w latach 1979–1980 minister komunikacji, w latach 1981–1982 oraz 1986–1988 minister bez teki, w latach 1984–1986 oraz 1990–1992 minister finansów, w 1986 minister sprawiedliwości, w latach 1988–1990 minister gospodarki i planowania, w latach 1974–1992 poseł do Knesetu z listy Likud.
W wyborach parlamentarnych w 1973 po raz pierwszy dostał się do izraelskiego parlamentu. Zasiadał w Knesetach VIII, IX, X, XI i XII kadencji.
15 marca 1990 Moda’i, Awraham Szarir, Josef Goldberg, Pinchas Goldstein i Pesach Grupper opuścili Likud tworząc nowe ugrupowanie – Partię na rzecz Idei Syjonistycznej, wkrótce jednak Goldstein i Szarir wrócili do Likudu, zaś pozostała trójka przekształciła dotychczasowe ugrupowanie w Nową Partię Liberalną